# Санкт-Петербургский горный институт (Российская империя)
Горный институт (Горный институт Императрицы Екатерины II; 1773—1917) — высшее техническое учебное заведение в Санкт-Петербурге, выпускавшее горных инженеров и геологов.
В настоящее время — Санкт-Петербургский горный университет имени императрицы Екатерины II.

## Наименования
Официальные названия учебного заведения часто менялись:
- 1773—1803 Горное училище
- 1804—1833 Горный кадетский корпус
- 1834—1866 Институт Корпуса горных инженеров
- 1866—1895 Петербургский горный институт ➤
- 1896—1917 Горный институт Императрицы Екатерины II ➤

## История

### Горное училище
Петербургское горное училище (1773—1803) — старейшее высшее учебное заведение горного профиля Российской империи.

### Горный кадетский корпус
Горный кадетский корпус (1804—1834) — высшее учебное заведение Российской империи закрытого типа, созданный на базе Петербургского горного училища.

### Институт корпуса горных инженеров
Институт корпуса горных инженеров (1834—1866) — высшее военизированное техническое учебное заведение Российской империи, созданный на базе Горного кадетского корпуса. В 1866 году Корпус был возвращён в гражданское ведомство с названием Горный институт. 1 июня 1867 года Корпус горных инженеров был упразднён. Горные инженеры получили право переименоваться в соответствующие гражданские чины или сохранять военные до производства в следующий чин.
Горный институт располагался в доме номер 2 на 21-й линии Васильевского острова.

### Горный институт
Горный институт (1866—1896) — высшее техническое учебное заведение Российской империи.
По Уставу 1866 года Горный институт становится открытым высшим учебным техническим заведением первого разряда, в котором изучались горные и общетеоретические дисциплины, установлен пятилетний срок обучения. В институте обучаются дети привилегированных сословий и, лишь незначительная часть крестьян и разночинцев. Устанавливается публичная защита на Ученом совете диссертаций на звание профессора или адъюнкта. Введено написание дипломных проектов по горному и горнозаводскому разрядам.
Устав 1866 действовал до 1896 года, однако некоторые изменения в учебные программы вносились решениями Ученого совета. Институт получает разрешение оставлять окончивших молодых специалистов для подготовки к преподавательской деятельности.
В 1889 году был введён новый учебный план с целью сообщения образованию, получаемому в Горном институте практического направления. Из предметов преподавания исключены ботаника, зоология и политическая экономия; преподавание всех теоретических курсов заканчивается на первых 4 курсах, а 5-й год посвящается исключительно упражнениям в составлении проектов по горному искусству, металлургии, прикладной механике, а равно производству проб и маркшейдерской съемке. В летнее время студенты предпринимают геодезические съемки, геологические экскурсии, посещения заводов и копей. В Горном институте преподаются: православное богословие, дифференциальное и интегральное исчисление, геометрия аналитическая и начертательная, сферическая тригонометрия, физика, неорганическая химия, механика аналитическая, прикладная и строительная, геодезия, кристаллография и минералогия, геология, петрография и учение о рудных месторождениях, палеонтология, черчение, технология металлов и дерева, искусства строительное, горное, пробирное и маркшейдерское, галлургия, металлургия, законоведение общее и горное, горная статистика, иностранные языки (технические переводы).
В 1891 году преподавание вели 9 профессоров, 6 адъюнктов и 12 преподавателей. Оканчивающие курс получают звание горных инженеров. Число учащихся к 1 января 1892 года составляло 270 студентов.
При институте библиотека (более 28 тыс. названий), кабинеты: физический, геодезический, маркшейдерский, механический, минералогический, ботанический и зоологический, и лаборатории: пробирная и аналитическая. Обширный музей (открытый для публики), состоящий из собраний минералогического и геогностического (в обоих свыше 87000 экземпляров русских и иностранных минералов и горных пород, преимущественно из русских месторождений), палеонтологического (свыше 37000 экземпляров иностранных и русских), технического (коллекция руд, заводских продуктов и изделий, свыше 8000 экземпляров) и модельного (около 600 моделей и 70 чертежей).

### Горный институт Императрицы Екатерины II
Горный институт Императрицы Екатерины II (1896—1917) высшее техническое учебное заведение Российской империи. В 1896 году горный институт получает название Горный институт Императрицы Екатерины II.
В 1905 году в институте устанавливается так называемая предметная система прохождения курса, согласно этой системе изучаемые предметы распределялись по семестрам, а последовательность их изучения определялась Советом института. Студентам предоставляется право самостоятельно определять время сдачи экзаменов и сроки работ. В связи с этим срок пребывания в институте увеличивается до семи лет. Однако, в 1912 году Совет Горного института признает необходимым ввести обязательные зачеты и экзамены.
В 1917 году Горный институт становится Петроградским, а с 1924 года Ленинградским горным институтом.

## Руководители
Директора Горного училища (1773—1803)
- 1773—1776 М. Ф. Соймонов
- 1776—1777 С. В. Нарышкин
- 1777—1783 А. А. Нартов
- 1783—1784 Н. С. Ярцов
- 1784—1793 П. А. Соймонов
- 1793—1795 В. С. Попов
- 1795—1796 А. А. Нартов
- 1796—1801 М. Ф. Соймонов
- 1801—1803 А. В. Алябьев.

Директора Горного кадетского корпуса (1804—1833)
- 1803—1811 А. И. Корсаков
- 1811—1817 А. Ф. Дерябин
- 1817—1824 Е. И. Мечников
- 1824—1834 Е. В. Карнеев

Директора Института Штаба Корпуса горных инженеров (1834—1866)
- 1834 К. В. Чевкин
- 1834—1841 К. К. Вейценбрейер
- 1841—1849 П. П. Шрейдер
- 1844—1852 Герцог Максимилиан Лейхтенбергский — главнозаведующий Института Штаба Корпуса Горных Инженеров
- 1849—1865 С. И. Волков
- 1866—1872 Г. П. Гельмерсен

Директора Горного института (1866—1917)
- 1872—1881 Н. И. Кокшаров
- 1881—1885 В. Г. Ерофеев
- 1885—1893 Н. В. Воронцов
- 1893—1900 В. И. Меллер
- 1900—1901 Н. В. Иосса
- 1901—1903 И. И. Лагузен
- 1903—1905 Д. П. Коновалов
- 1905—1910 Е. С. Фёдоров
- 1910 Ф. Н. Чернышёв
- 1910—1912 И. П. Долбня
- 1912—1917 И. Ф. Шредер
- 1917—1918 В. В. Никитин